# Gustav Stählin
Gustav Stählin (* 28. Februar 1900 in Nürnberg; † 25. November 1985 in Göttingen) war ein deutscher lutherischer Theologe und Hochschullehrer.

## Leben
Gustav Stählin, der älteste Sohn des Altphilologen und späteren Professors Otto Stählin, studierte nach dem Einsatz im Ersten Weltkrieg sowie beim Freikorps Epp ab 1919 Evangelische Theologie und Altphilologie an den Universitäten Erlangen, Halle, Berlin und Tübingen. Nach dem ersten theologischen Examen 1924 und der Ausbildung am Predigerseminar München wurde er 1927 Studieninspektor am Schlesischen Konvikt für Theologiestudierende in Halle und im gleichen Jahr in Erlangen zum Dr. phil. promoviert. 1928 schloss sich die Promotion zum Lic. theol. an. 1930 an der Universität Leipzig für Neues Testament habilitiert, ging er Ende 1931 im Auftrag des Leipziger Missionswerks nach Indien. Über Pattukkottai und Kodaikanal kam er nach Madras (heute Chennai), wo er seit Oktober 1932 an der Ev.-Lutherischen Theologischen Hochschule (Gurukul Lutheran Theological College) lehrte. 1936/37 war er zusätzlich Lektor für Deutsch an der University of Madras. 1939 kehrte er nach Leipzig zurück.
Nach einer Lehrstuhlvertretung an der Universität Wien 1943–1945 wurde Stählin 1946 als ordentlicher Professor für Neues Testament an die Universität Erlangen berufen. Zum Wintersemester 1952/53 wechselte er an die Universität Mainz, wo er bis zur Emeritierung 1968 lehrte. Er amtierte mehrfach als Dekan und vertrat seine Fakultät auch in der Synode der Evangelischen Kirche in Hessen und Nassau.

## Werk und Bedeutung
Stählin wurde einer breiteren Öffentlichkeit vor allem durch seinen Kommentar zur Apostelgeschichte bekannt. Daneben verfasste er zahlreiche begriffsgeschichtliche Beiträge zu dem von Gerhard Kittel herausgegebenen Theologischen Wörterbuch zum Neuen Testament.
Zu seinen Schülern gehören Otto Böcher und Klaus Haacker.

## Ehrungen
Stählin wurde 1948 durch die evangelisch-theologische Fakultät der Universität Erlangen mit der Ehrendoktorwürde ausgezeichnet. 1980 erhielt er das Bundesverdienstkreuz am Bande.

## Familie

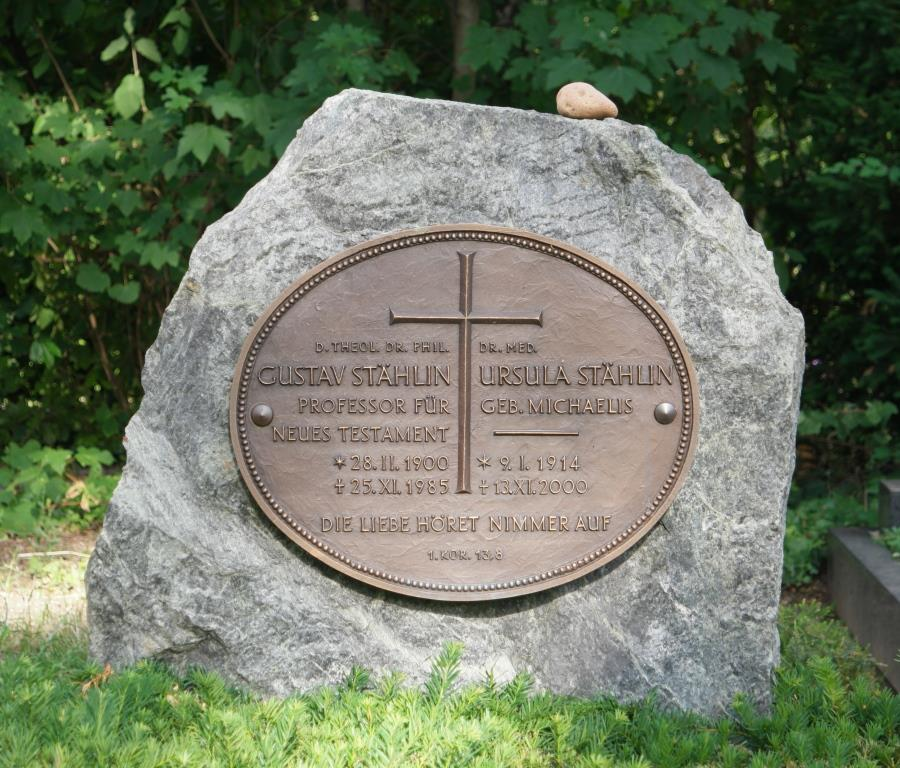
Grab von Gustav Stählin auf dem Hauptfriedhof Mainz

Stählin entstammte einer bekannten Theologen- und Gelehrtenfamilie. Sein Großonkel war der bayerische Oberkonsistorialpräsident Adolf von Stählin, seine Großtante die Neuendettelsauer Oberin Therese Stählin, sein Onkel der Theologieprofessor und Bischof Wilhelm Stählin. Von mütterlicher Seite her war er ein Urenkel von Heinrich Ranke. Auch Gustav Stählins Bruder Adolf wurde Professor (für Agrarwissenschaften).
Seit 1930 war er verheiratet mit Irmgard Fischer († 1952).

## Schriften (Auswahl)
- Skandalon. Untersuchungen zur Geschichte eines biblischen Begriffs. Bertelsmann, Gütersloh 1930 (Habil. Leipzig 1930).
- Begegnung mit Engeln. Christus und die Engel. Barth, München-Planegg 1956.
- Die Apostelgeschichte (= Das Neue Testament Deutsch Band 5), 10. Auflage. Vandenhoeck & Ruprecht Göttingen 1962 (17. Aufl. 1980)